# Ministère de l'Attention aux eaux
Le ministère de l'Attention aux eaux ou Minaguas (Ministerio del Poder Popular para la Atención de las Aguas, en espagnol, littéralement, « ministère du Pouvoir populaire pour l'Attention aux eaux ») est un ministère du gouvernement du Venezuela. Sa titulaire actuelle est Evelyn Vásquez depuis le 14 juin 2018, date de création de ce ministère.

## Chronologie
Le ministère est créé le 14 juin 2018 par le président Nicolás Maduro, à la tête duquel il nomme l'ingénieure chimiste Evelyn Vásquez, première, et jusqu'à présent, unique titulaire de ce poste.

## Liste des ministres de l'Attention aux eaux
| Image          | Nom            | Parti | Début                  | Fin |
| -------------- | -------------- | ----- | ---------------------- | --- |
| Evelyn Vásquez | Evelyn Vásquez |       | Depuis le 14 juin 2018 |     |